# Futbol'nyj Klub Tjumen' 2015-2016
Questa voce raccoglie le informazioni riguardanti il Futbol'nyj Klub Tjumen' nelle competizioni ufficiali della stagione 2015-2016.

## Stagione
In PFN Ligi la squadra terminò all'ottavo posto in classifica.

## Rosa
| N. |                         | Ruolo | Calciatore               |
| -- | ----------------------- | ----- | ------------------------ |
| 2  | Kirghizistan (bandiera) | D     | Valerij Kičin            |
| 3  | Russia (bandiera)       | D     | Aleksandr Kulikov        |
| 4  | Russia (bandiera)       | C     | Danil Klënkin            |
| 7  | Russia (bandiera)       | C     | Andrey Pavlenko          |
| 8  | Russia (bandiera)       | C     | Ivan Chudin              |
| 9  | Russia (bandiera)       | A     | Khasan Mamtov (capitano) |
| 10 | Russia (bandiera)       | C     | Aleksey Pustozerov       |
| 13 | Russia (bandiera)       | C     | Aleksey Shlyapkin        |
| 16 | Russia (bandiera)       | C     | Anatoli Nezhelev         |
| 19 | Russia (bandiera)       | D     | Roman Loktionov          |
| 24 | Russia (bandiera)       | C     | Nikita Telenkov          |

| N. |                   | Ruolo | Calciatore          |
| -- | ----------------- | ----- | ------------------- |
| 30 | Russia (bandiera) | D     | Soslan Takazov      |
| 35 | Russia (bandiera) | P     | Igor Telkov         |
| 37 | Russia (bandiera) | A     | Andrea Čukanov      |
| 53 | Russia (bandiera) | P     | Artem Smirnov       |
| 57 | Russia (bandiera) | D     | Ruslan Abazov       |
| 72 | Russia (bandiera) | C     | Sergey Koshelev     |
| 90 | Russia (bandiera) | D     | Pavel Shakuro       |
| 94 | Russia (bandiera) | D     | Azamat Beppaev      |
| 96 | Russia (bandiera) | A     | Aleksandr Zaslavski |
| 98 | Russia (bandiera) | A     | Georgi Kuchiev      |

## Risultati

### PFN Ligi
| Tjumen' 11 luglio 2015, ore 16:00 1ª giornata | Tjumen' | 1 – 2 referto | Sokol Saratov | Stadio Geolog (1 000 spett.) |

| Nižnij Novgorod 15 luglio 2015, ore 19:00 2ª giornata | Volga Nižnij Novgorod | 1 – 0 referto | Tjumen' | Stadio Lokomotiv (3 100 spett.) |

| Tjumen' 20 luglio 2015, ore 17:00 3ª giornata | Tjumen' | 0 – 1 referto | Sibir' | Stadio Geolog (1 300 spett.) |

| Kaliningrad 27 luglio 2015, ore 20:00 4ª giornata | Baltika | 1 – 1 referto | Tjumen' | Stadio Baltika (5 700 spett.) |

| Tjumen' 3 agosto 2015, ore 17:00 5ª giornata | Tjumen' | 1 – 0 referto | KAMAZ | Stadio Geolog (2 000 spett.) |

| Tjumen' 10 agosto 2015, ore 17:00 6ª giornata | Tjumen' | 2 – 0 referto | Spartak-2 Mosca | Stadio Geolog (1 900 spett.) |

| Tjumen' 17 agosto 2015, ore 17:00 7ª giornata | Tjumen' | 1 – 2 referto | Fakel Voronež | Stadio Geolog (1 800 spett.) |

| Irkutsk 23 agosto 2015, ore 12:00 8ª giornata | Bajkal Irkutsk | 0 – 0 referto | Tjumen' | Stadio Trud (3 000 spett.) |

| Tjumen' 30 agosto 2015, ore 16:00 9ª giornata | Tjumen' | 2 – 1 referto | Zenit-2 | Stadio Geolog (2 050 spett.) |

| Tula 7 settembre 2015, ore 19:00 10ª giornata | Arsenal Tula | 1 – 2 referto | Tjumen' | Stadio Arsenal (5 100 spett.) |

| Tjumen' 14 settembre 2015, ore 17:00 11ª giornata | Tjumen' | 1 – 0 referto | Tosno | Stadio Geolog (2 100 spett.) |

| Tomsk 20 settembre 2015, ore 13:00 12ª giornata | Tom' Tomsk | 1 – 1 referto | Tjumen' | Trud Stadium (2 600 spett.) |

| Tjumen' 28 settembre 2015, ore 17:00 13ª giornata | Tjumen' | 0 – 4 referto | Gazovik Orenburg | Stadio Geolog (2 400 spett.) |

| Jaroslavl' 4 ottobre 2015, ore 17:00 14ª giornata | Šinnik | 1 – 1 referto | Tjumen' | Stadio Šinnik (1 200 spett.) |

| Tjumen' 11 ottobre 2015, ore 15:00 15ª giornata | Tjumen' | 0 – 2 referto | Volgar' Astrachan' | Stadio Geolog (2 100 spett.) |

| Krasnojarsk 15 ottobre 2015, ore 15:00 16ª giornata | Enisej | 1 – 0 referto | Tjumen' | Stadio Centrale (1 700 spett.) |

| Tjumen' 19 ottobre 2015, ore 17:00 17ª giornata | Tjumen' | 1 – 0 referto | Torpedo Armavir | Stadio Geolog (1 500 spett.) |

| Tjumen' 25 ottobre 2015, ore 15:00 18ª giornata | Tjumen' | 1 – 0 referto | Luč-Ėnergija | Stadio Geolog (1 800 spett.) |

| Chabarovsk 1º novembre 2015, ore 10:00 19ª giornata | SKA-Ėnergija | 1 – 0 referto | Tjumen' | Stadio Lenin (1 000 spett.) |

| Tjumen' 8 novembre 2015, ore 15:00 20ª giornata | Tjumen' | 2 – 1 referto | Volga Nižnij Novgorod | Stadio Geolog (1 100 spett.) |

| Novosibirsk 15 novembre 2015, ore 12:00 21ª giornata | Sibir' | 1 – 4 referto | Tjumen' | Stadio Zarja (2 000 spett.) |

| Tjumen' 21 aprile 2016, ore 17:00 22ª giornata | Tjumen' | 1 – 1 referto | Baltika | Stadio Geolog |

| Kazan' 25 novembre 2015, ore 14:00 23ª giornata | KAMAZ | 0 – 1 referto | Tjumen' | Stadio Rubin (80 spett.) |

| Mosca 29 novembre 2015, ore 13:00 24ª giornata | Spartak-2 Mosca | 1 – 1 referto | Tjumen' | Manež CUSK Spartak (325 spett.) |

| Voronež 12 marzo 2016, ore 18:00 25ª giornata | Fakel Voronež | 3 – 0 referto | Tjumen' | Stadio Centrale |

| Tjumen' 16 marzo 2016, ore 15:00 26ª giornata | Tjumen' | 3 – 1 referto | Bajkal Irkutsk | Stadio Geolog |

| San Pietroburgo 20 marzo 2016, ore 19:00 27ª giornata | Zenit-2 | 4 – 2 referto | Tjumen' | Stadio SK Petrovskij |

| Tjumen' 27 marzo 2016, ore 16:00 28ª giornata | Tjumen' | 1 – 2 referto | Arsenal Tula | Stadio Geolog |

| San Pietroburgo 2 aprile 2016, ore 13:00 29ª giornata | Tosno | 2 – 4 referto | Tjumen' | Stadio SK Petrovskij |

| Tjumen' 7 aprile 2016, ore 15:00 30ª giornata | Tjumen' | 1 – 1 referto | Tom' Tomsk | (2 500 spett.) |

| Orenburg 11 aprile 2016, ore 15:00 31ª giornata | Gazovik Orenburg | 1 – 1 referto | Tjumen' | Stadio Gazovik (2 200 spett.) |

| Tjumen' 18 aprile 2016, ore юмень 32ª giornata | Tjumen' | 2 – 1 referto | Šinnik | Stadio Geolog (3 000 spett.) |

| Astrachan' 25 aprile 2016, ore 17:30 33ª giornata | Volgar' Astrachan' | 1 – 1 referto | Tjumen' | Stadio Centrale |

| Tjumen' 2 maggio 2016, ore юмень 34ª giornata | Tjumen' | 3 – 1 referto | Enisej | Stadio Geolog (2 800 spett.) |

| Armavir 6 maggio 2016, ore 19:00 35ª giornata | Torpedo Armavir | 2 – 1 referto | Tjumen' | Stadio Junost' |

| Vladivostok 10 maggio 2016, ore ладив 36ª giornata | Luč-Ėnergija | 1 – 0 referto | Tjumen' | Stadio Dinamo (1 250 spett.) |

| Tjumen' 15 maggio 2016, ore юмень 37ª giornata | Tjumen' | 0 – 2 referto | SKA-Ėnergija | Stadio Geolog (2 500 spett.) |

| Saratov 21 maggio 2016, ore арато 38ª giornata | Sokol Saratov | 0 – 1 referto | Tjumen' | Stadio Lokomotiv (2 640 spett.) |

### Coppa di Russia
| Chimki 27 agosto 2015, ore 19:00 | Chimki | 3 – 0 referto | Tjumen' | Stadio Rodina (850 spett.) |